# Суськ-Новий (Остроленцький повіт)
Суськ-Новий (пол. Susk Nowy) — село в Польщі, у гміні Жекунь Остроленцького повіту Мазовецького воєводства.
Населення — 324 особи (2011).
У 1975-1998 роках село належало до Остроленцького воєводства.

## Демографія
Демографічна структура станом на 31 березня 2011 року:
|          | Загалом | Допрацездатний вік | Працездатний вік | Постпрацездатний вік |
| -------- | ------- | ------------------ | ---------------- | -------------------- |
| Чоловіки | 169     | 42                 | 110              | 17                   |
| Жінки    | 155     | 24                 | 92               | 39                   |
| Разом    | 324     | 66                 | 202              | 56                   |